# Дала Бірні II
Дала Бірні II (бл. д/н — 1680) — 9-й мбанго (володар) і султан Багірмі в 1674—1680 роках.

## Життєпис
Походив з династії Кенга. 1674 року спадкував трон після смерті мбанго і султана Абдул-Рахмана I. Протягом усього панування вів війни із сусідами. Спочатку підкорив народ мубі (на південь від султанату Вадай).
За цим здійснив похід проти булала в районі озера Філтрі. Потім виступив проти султанату Вадаю, де правитель Абд аль-Карим повстав. У запеклій битві військо Багірмі здобуло перемогу, проте сам Дала Бірні II загинув. Трон перейшов до Абдул-Кадира I.